# Dryadella wuerstlei
Dryadella wuerstlei är en orkidéart som beskrevs av Carlyle August Luer. Dryadella wuerstlei ingår i släktet Dryadella och familjen orkidéer. Inga underarter finns listade i Catalogue of Life.